# 松村喜秀
松村 喜秀（まつむら よしひで、1949年 - ）は、松村エンジニアリングのCEO。島根県生まれ。

## 経歴
大学で電子工学を学んだのち、センサー技術などを応用したフリーの設計士となる。昭和５８年には産業用部品などの設計・試作品製作を手掛ける松村エンジニアリングを設立。ソウルオリンピックに向けて昭和６２年よりニセ札鑑定機の開発に着手し、翌年市場に投入する。その後、世界を震撼させたニセ１００ドル紙幣、「スーパーＫ」の発見者として世界的に有名になる。

## 人物
キリスト教徒であり、アメリカ空軍基地の教会で長老（エルダー）を務めている。

### コラム
2007年より、日経BPSAFETY JAPANにおいてコラム連載を行っている。当初は自らを「中小企業の“オヤジ”」を評して金融犯罪や偽札問題などに関する主張を行っていたが、自身に関連するものとしてtaspoや宗教（自身はキリスト教徒である）、さらにはディスコ、メイド喫茶、秋葉原通り魔事件など、ジャンルを問わない主張の場として連載を続けている。主張の例は以下の通り。
- taspoがないとタバコが買えなくなるという広告は嘘である。運転免許証を用いた証明方法や対面売買方法が存在する。（第24回 2008/05/23）
- （通り魔事件とスポーツクラブでの殺人事件など挙げて）通り魔は厳罰に処すべきである。日本をアメリカ合衆国のような「銃殺人の社会」にしないためには、銃やナイフなどを手に入れにくくする、防犯カメラを増設するなどの対策が必要である。（第25回2008/06/06）
- 秋葉原通り魔事件の容疑者はゲームに影響されている面がある。ゲームメーカーはゲームが精神におよぼす影響について調査・研究するべきである。ゲームメーカーはその資金を提供しなければならない。（第27回 2008/07/04）

## 著書
- 松村喜秀, 『ビッグバンで偽ドルがやってくる』, 旬報社, 1998年
- 松村喜秀・中尾祐賜, 『偽造鑑定人マル秘調査ファイル』, 講談社, 2000年
- 松村喜秀, 『スキミング―知らないうちに預金が抜き盗られる』, 扶桑社新書, 2007年
- 松村喜秀, 『アナタの財布も危ない!ニセ札の恐怖』, 扶桑社新書, 2007年